# Accident de muncă
Accidentul de muncă reprezintă vătămarea violentă a organismului uman, precum și intoxicația acută profesională, care au loc în timpul procesului de muncă sau în îndeplinirea îndatoririlor de serviciu și care provoacă incapacitate temporară de muncă, invaliditate ori deces.
Accidentele de muncă se clasifică, în raport cu urmările produse și cu numărul persoanelor accidentate, în: 
- accidente care produc incapacitate temporară de muncă;
- accidente care produc invaliditate;
- accidente mortale;
- accidente colective, când sunt accidentate cel puțin 3 persoane în același timp și din aceeași cauză.